# Prolaz Victoria
Prolaz Victoria ili Viktorijin prolaz morski je prolaz koji se nalazi u Arktičkom oceanu i dio je kanadskog teritorija Nunavut. Smješten je između Viktorijina otoka na zapadu i Otoka King William na istoku. Na sjeveru povezuje Prolaz M'Clintock i Larsen Sound sa Zaljevom kraljice Maud na jugu. Dug je otprilike 160 kilometara i širok između 80 i 129 kilometara.
Prolaz je širok i u njemu se ne nalazi gotovo ni jedan otok osim većeg Otoka Royal Geographical Society u blizini Zaljeva kraljice Maud, na krajnjem jugu prolaza. Iako prolaz nikad nije podrobno premjeren, na određenim proučenim mjestima more je duboko svega deset metara. Brodovi do visine 9,1 metra mogu se kretati prolazom, no put otežava led. Tijekom većeg dijela godine prolaz je prekriven teškim ledom. Veći dio toga čini polarni led koji se iz Melvilleovog mora spustio u Prolaz Victoria niz Prolaz M'Clintock. Veće lomljenje leda u prolazu počinje u kasnom srpnju i nastavlja se do kraja rujna, kad se prolaz ponovno počinje zaleđivati.
U blizini ulaza u Viktorijin prolaz zarobljeni su brodovi HMS Terror i HMS Erebus tijekom ekspedicije Johna Franklina i napušteni su 1848. godine. Zbog opasnosti prolaza ekspedicija je pošla duljom rutom, odnosno putem koji je išao oko Otoka King William. Ta je ruta bila jednostavnija iako je more na tom području još pliće. Godine 1967. Viktorijin je prolaz prvi put iskorišten za putovanje kad je njime prošao ledolomac CCGS John A. Macdonald; taj je ledolomac putovao prema zapadnom Arktiku kako bi omogućio lakši prolaz brodovlju. Ponovno je njime prošao isti ledolomac 1975. godine, dok su 1976. njime prošli ledolomci CCGS Louis S. St-Laurent i CCGS J.E. Bernier.